# 拉塞奎塔
拉塞奎塔，是西班牙加泰罗尼亚塔拉戈纳省的一个市镇。总面积18平方公里，总人口1153人（2001年），人口密度64人/平方公里。